# Xã Columbia, Quận Bradford, Pennsylvania
Xã Columbia (tiếng Anh: Columbia Township) là một xã thuộc quận Bradford, tiểu bang Pennsylvania, Hoa Kỳ. Năm 2010, dân số của xã này là 1.196 người.